# Baltischer Konseil
Der Baltische Konseil war in den Jahren 1905 und 1906 der Versuch zwischen den drei Ostseegouvernements einen politisch-wirtschaftliche Rat zu gründen. Nach trilateralen Beratungen zwischen den Gouvernements Estlands, Livlands und Kurlands fand die erste Sitzung des Rates am 12. Juli 1906 in Riga statt. Der Konseil sollte eine beratende Funktion einnehmen und den Generalgouverneur in seiner politischen und wirtschaftlichen Tätigkeit unterstützen.  Er musste aber schon Ende 1906, nach dem Amtsantritt und den Reformbestrebungen des russischen Ministerpräsidenten Pjotr Arkadjewitsch Stolypin, seine Tätigkeit einstellen.

Wappen des Gouvernements Estland
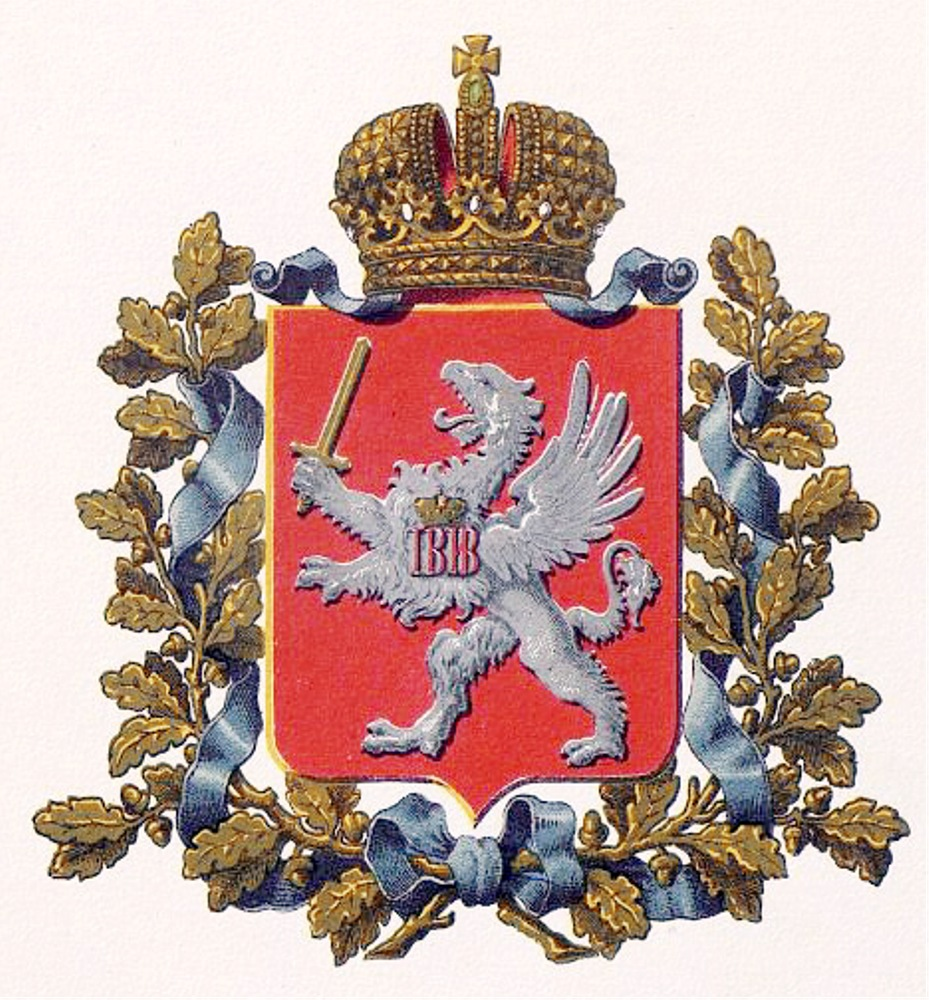
Wappen des Gouvernements Livland
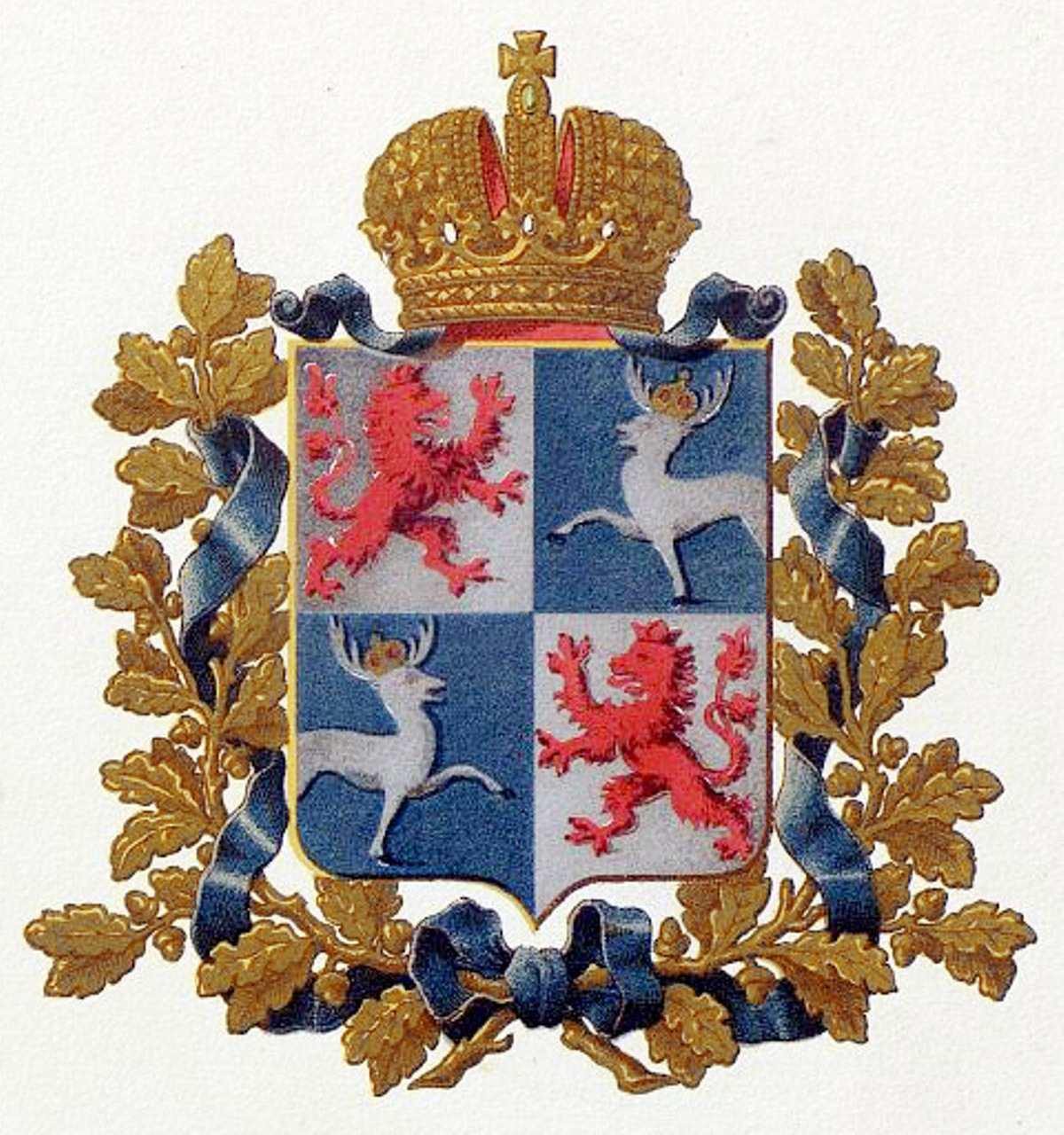
Wappen des Gouvernements Kurland

## Hintergrund
In den drei Ostseegouvernements hatten die drei Ritterschaften  Estlands, Livlands und Kurlands nach der Russischen Revolution von 1905, die Ausweitung der Selbstverwaltungen voran getrieben. Darüber hinaus plädierten sie für ein „Baltisches Generalgouvernement“. 
- Estland war bis 1918 das nördlichste Ostseegouvernement, es hatte die Estländische Ritterschaft und einen eigenen Landtag, der aus Gutsbesitzern zusammengesetzt war, und der alle drei Jahre zusammentrat.
- In Livland  kam es  1819 kam es zur Bauernbefreiung, womit die Ostseegouvernements eine Vorreiterrolle innerhalb Russlands spielten. 1835 wurde das russische Gesetzbuch eingeführt und die russische Amtssprache bevorrechtet. Eine ernsthafte Russifizierung wurde allerdings erst ab den 1880er Jahren betrieben, insbesondere wurde das Russische 1884 zur alleinigen Amtssprache erklärt.
- Am 18. März 1795 erfolgte der Landtagsbeschluss von Kurland, sich dem russischen Zepter zu unterstellen. Politisch konnte die deutschbaltisch geprägte Kurländische Ritterschaft eine dominierende Rolle behaupten.

Die Jahre 1905 bis 1917 bedeuteten für das Baltikum einen besonders politischen, geistigen und sozialen Umbruch. Durch die zunehmende Ansiedlung von russischen Beamten, Kaufleuten, Industriellen und Arbeitern fühlten die deutsch-baltischen Ritterschaften ihren Einfluss schwinden. Daraus entwickelte sich in der Landbevölkerung ein nationales und wirtschaftliches Bewusstsein und setzte sich in der Bauernschaft durch den Kauf von Ländereien fort. Im Sommer 1905 kam es zu Unruhen in deren Verlauf deutsche Großgrundbesitzer und Beamte ermordet wurden und deren Häuser zerstört wurden. Die Aufstände von 1905 wurden niedergeschlagen und die zaristischen Behörden führten ab Dezember 1905 bis 1908 drastische Strafexpeditionen gegen die „Revolution“ in Lettland und Estland durch. Zwischenzeitlich waren deutsche Parteien und politische Vereinigungen entstanden, die in kürzester Zeit das politische, gesellschaftliche und kulturelle Leben der Baltendeutschen aktiviert hatten. In dieser Zeit versuchten die Ritterschaften ein staatliches Gremium zu gründen, welches die Bezeichnung „Baltischer Konseil“ erhalten sollte.

## Der Konseil
Dem zu gründenden „Baltischen Generalgouvernement“ sollten zur Unterstützung insgesamt 18 Vertreter aus Großgrundbesitzern, Abgeordneten der Städte und der Bauernschaft beigeordnet werden. Die Aufgabe dieses neuen Gremiums, welches aus unterschiedlichsten Blickwinkeln diskutiert wurde, sollte Reformvorschläge ausarbeiten und sie dem Generalgouverneur vorschlagen. Schließlich bestand der 1. abgehaltene Baltische Konseil am 12. Juli 1906 aus je zwei Vertretern der vier Landtage (Estland, Livland, Kurland und Ösel), drei Vertretern der Gouvernementsstädte Riga, Reval und Mitau und acht Delegierten der Landgemeinden statt.

## Baltische Versammlung

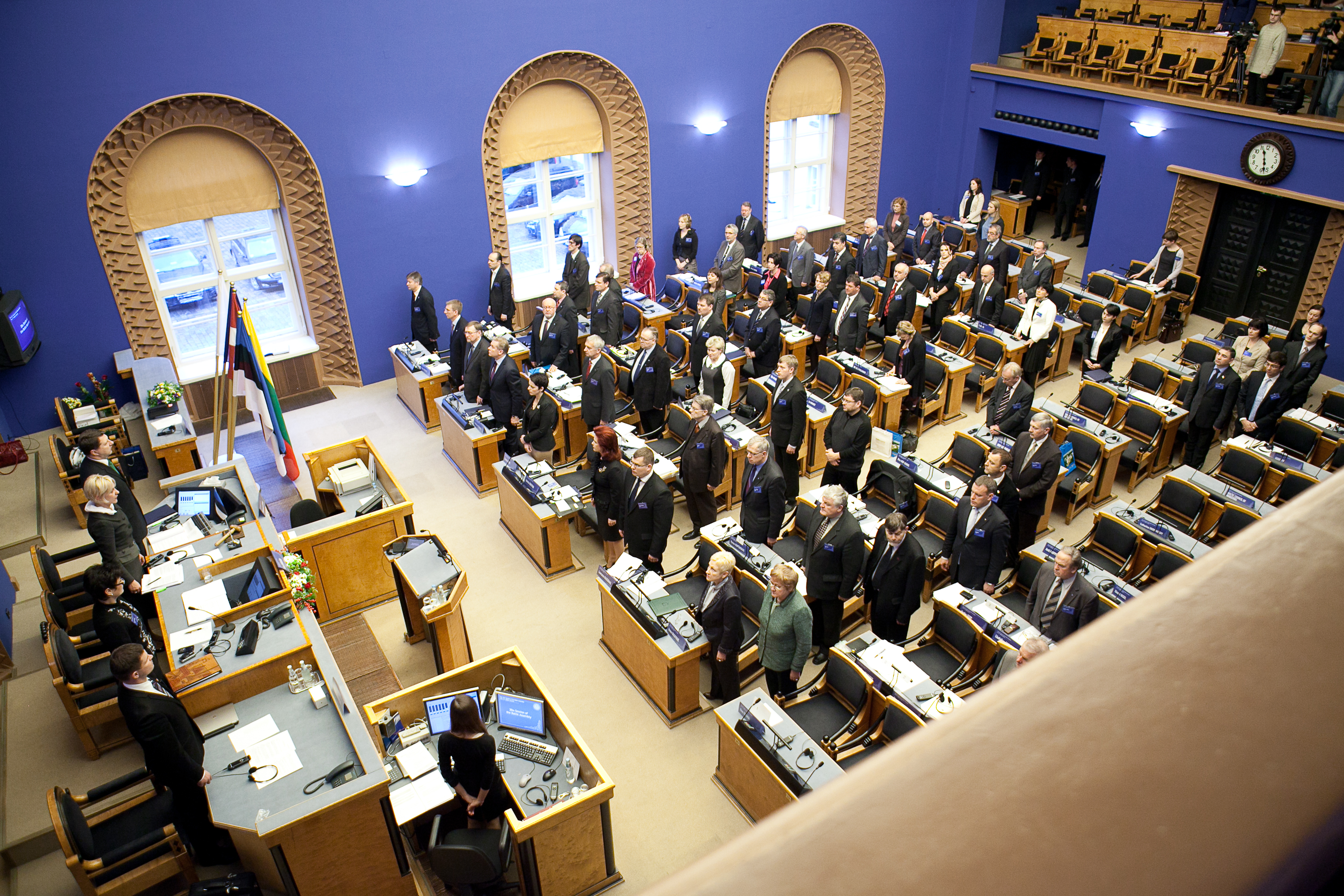
Plenarsitzung der Baltischen Versammlung im Sitzungssaal des Riigikogu in Tallinn 2011

Fast 90 Jahre später, konnte der erste Gedanke eines „Baltischen Rates“, wenn auch in einer politisch veränderten Situation, in die Tat umgesetzt werden. Die Baltische Versammlung ist eine 1991 ins Leben gerufene Organisation zur engeren Zusammenarbeit zwischen den Parlamenten von Estland, Lettland und Litauen. Sie wurde am 8. November 1991 in Tallinn gegründet, kurz nachdem die drei baltischen Staaten ihre staatliche Unabhängigkeit von der Sowjetunion wiedererlangt hatten. Am 13. Juni 1994 nahmen die Parlamente Estlands, Lettlands und Litauens die Strukturen und Grundsätze der Baltischen Versammlung an.